# 라이언 프레이저
라이언 프레이저 (Ryan Fraser , 1994년 2월 24일 ~ )는 스코틀랜드의 축구 선수이다. 현재 사우샘프턴과 스코틀랜드 축구 국가대표팀에서 윙어로 뛰고 있다.

## 클럽 경력
2010년 애버딘에서 데뷔해 어린 나이부터 두각을 나타낸 그는 2013년 1월 리그 원의 본머스로 이적하며 잉글랜드 무대에 발을 들여놓게 된다. 이적하자 마자 좋은 활약으로 팀의 승격에 일조하였고, 2015-16 시즌에는 입스위치 타운으로 임대되기도 하였다.
2016-17 시즌 본머스로 복귀하여 프리미어리그 무대에 데뷔하게 된 그는 2016년 12월 4일에 열린 리버풀 전에서 2골 1도움을 기록하며 팀의 승리를 이끌었고 이후 팀의 주전으로 도약하게 된다. 2018-19 시즌에도 팀의 주전으로서 맹활약하며 7골 14도움을 기록해 빅클럽들의 관심을 받기도 했다. 이후 2019-20 시즌을 끝으로 본머스와 계약이 만료되어 자유계약신분으로 팀을 떠나게 된다.
본머스를 떠나게 된 그는 2020년 9월 7일 뉴캐슬 유나이티드와 5년 계약을 맺었고, 9월 15일에 열린 블랙번 로버스와의 EFL컵 경기에서 데뷔하여 득점을 기록해 팀의 승리를 이끌었다.
2023년 8월 25일 사우샘프턴으로 임대 이적했다.

## 국가대표팀 경력
스코틀랜드 U-19와 U-21을 거친 프레이저는 2017년 3월 성인 대표팀에 첫 발탁되었고, 2017년 6월 잉글랜드와의 경기에서 교체 출전하며 데뷔하였다.

## 수상 경력
본머스
- EFL 챔피언십: 2014-15